# Czesław Frankiewicz
Czesław Frankiewicz (ur. 6 lipca 1886, zm. 12 kwietnia 1933) – polski historyk, doktor. 

## Życiorys
Był dyrektorem gimnazjum w Chełmnie, później w Państwowego Gimnazjum im. Kornela Ujejskiego w Kamionce Strumiłowej (mianowany 29 stycznia 1933). Autor dzieł historycznych m.in. pierwsza Historia Pomorza. 
Pochowany na  Cmentarzu Łyczakowskim we Lwowie.

## Wybrane publikacje
- Działania wojenne w Wielkopolsce w roku 1848 cz. 1 Wzięcie Książa, cz. 2 Miłosław-Sokołowo, Poznań 1926
- Historia Pomorza w zarysie. Toruń, 1927